# Фузоспірохетозний фарингіт
Фузоспірохетозний фарингіт (заст. синоніми: ангіна або тонзиліт Венсана, або (в СРСР) ангіна Симановського — Плаута — Венсана, зрідка — фузоспірохетозний симбіоз) — гостре антропонозне інфекційне захворювання, при якому є ураження піднебінних мигдаликів (частіше однобічне) з переважанням у запальному процесі некрозу.

## Етіологія
Захворювання спричинює симбіоз Fusobacterium necrophorum та спірохетою ротової порожнини Spirocheta buccalis. Хоча раніше вважалось, що вони входять до складу нормальної флори ротоглотки людини, наявний консенсус полягає у тому, що їх наразі завжди слід розглядати як патогени. Види роду Fusobacterium спричинюють також декілька захворювань людини, включаючи пародонтит, стоматит, гострий некротично-виразковий гінгівіт, синдром Лем'єра та тропічні виразки шкіри. Усі ці хвороби об'єднано в МКХ-10 у групу «Інші інфекції Венсана» (англ. Other Vincent infections).

## Епідеміологічні особливості
Джерелом інфекції є хвора людина або бактеріоносій. Механізм передачі — повітряно-крапельний. Сприйнятливість невисока, максимальна при тісному контакті. Сезонність — зимово-весняна.

## Патогенез
Мікроорганізми цього симбіозу є умовно-патогенними, часто живуть у ротоглотці як сапрофіти, але інколи можуть бути причиною запалення. Передумовами розвитку хвороби є зниження загальної та місцевої реактивності організму. Серед місцевих причин — каріозні зуби, ураження ясен та слизової оболонки ротової порожнини, ротове дихання пацієнта. Також Fusobacterium necrophorum продукують ферменти (колагеназа, нейрамінідаза, ДНКаза, гепаріназа та протеїнази), які грають роль у патогенезі, допомагаючи організмам проникати в тканини людини. Певну роль у розвитку та підтриманні хвороб можуть відігравати бета-гемолітичний стрептокок групи В, золотистий стафілокок.

## Клінічні прояви
Початок захворювання гострий, підвищується температура тіла, хворі скаржаться на головний біль, може бути закладеність носу. На початку хвороби суб'єктивні відчуття не виражені, згодом симптоматика зростає, з'являються скарги на неприємні відчуття в глотці, несильний біль при ковтанні та жуванні, неприємний запах з рота, слинотеча, збільшення підщелепних лімфовузлів. Під час огляду в ротоглотці відмічається сірувате або жовтувате нашарування у верхньому полюсі або в надмигдаликовій ямці на одному з мигдаликів (рідше з обох сторін). Після відторгнення нальоту виявляється доволі глибока виразка. Дно її сірого забарвлення, нерівне. Також спостерігається гіперемія слизової оболонки, зернистість задньої стінки, наявність слизових виділень на ній, або гнійної доріжки. Привертає увагу наявність дисоціації між виразністю місцевих змін у ротоглотці та незначними загальними проявами. Загальний стан залишається задовільним, температура тіла нормальна або субфебрильна. Без лікування виразка впродовж 2–3 тижнів може захопити більшу частину мигдалика і навіть вийти за його межі на дужки, рідше — навіть на стінки глотки. У такому разі з'являється сильний біль у глотці.

## Діагностика
Діагностика базується на клінічних проявах. Застосовується метод мікроскопії слизу з ротоглотки та нашарувань. У позитивному результаті наявна велика кількість веретеноподібних паличок разом зі спірохетами.

## Лікування
Призначається антибактеріальна терапія (амінопеніциліни, цефалоспорини), антигістамінні препарати. Використовують місцеве лікування: змащування виразок 1–2 рази на добу 2 % розчином метиленового синього та інших антисептичних засобів.

## Профілактика
Специфічної профілактики немає. Велике значення має підвищення імунітету організму. Хворих з тяжким клінічним перебігом госпіталізують.